# Сажин, Михаил Васильевич
Михаи́л Васи́льевич Са́жин (28 ноября 1951, Миасс — 11 апреля 2023) — советский и российский астрофизик, преподаватель.

## Биография
Окончил физический факультет МГУ им. М. В. Ломоносова (1975). С 1978 года работал в Государственном астрономическом институте им. П. К. Штернберга (ГАИШ) МГУ им. М. В. Ломоносова, с 2013 года в должности главного научного сотрудника отдела релятивистской астрофизики. Доктор физ.-мат. наук (1990), профессор (2007), иностранный член Национального общества науки, литературы и искусств Неаполя (Академии физических и математических наук) (2013), член научных советов, редколлегий международных и российских журналов по астрономии. Сопредседатель Общемосковского семинара по гравитации и космологии им. А. Л. Зельманова. Лауреат премии им. М. В. Ломоносова МГУ за цикл работ «Реликтовое излучение и современная космология» (2012).
Умер 11 апреля 2023 года после тяжёлой и продолжительной болезни.

## Научная деятельность
Область научных интересов: космология, общая теория относительности. Участник открытия анизотропии реликтового излучения (космический эксперимент «Реликт», 1992). Современные данные по анизотропии реликтового излучения формируют Стандартную космологическую модель — основу современной космологии, — определяя количественные характеристики ранней Вселенной. Основатель методики детектирования гравитационных волн таймингом пульсаров. Основатель методики исследования нестационарности пространства-времени применительно к задачам астрометрии. Совместно с О. С. Сажиной создатель нового научного направления по поиску космических струн.
Автор и ведущий учебных курсов для студентов астрономического отделения Московского государственного университета им. М. В. Ломоносова: «Общая теория относительности для астрономов» (с 2008), «Современная космология» (с 2008). Руководитель защит 6 кандидатских, 5 дипломных работ. Консультант 3 докторских диссертаций.

## Основные работы
Автор и соавтор свыше 200 научных и научно-популярных публикаций, в том числе 5 книг и монографий
Книги
- Долгов А. Д., Зельдович Я. Б., Сажин М. В. Космология ранней Вселенной (М.: Изд-во Московского университета, 1988);
- Современная космология в популярном изложении (М.: Изд-во УРСС, 2002);
- Астрономия: век XXI. // Ред.-сост. В. Г. Сурдин (Фрязино, 2015).

Статьи
- CSL-1: chance projection effect or serendipitous discovery of a gravitational lens induced by a cosmic string? Sazhin M. et al. Monthly Notice of the Royal Astronomical Society, Vol. 343, Iss. 2, pp. 353—359 (2003);
- The Relikt-1experiment — New results. Strukov, I.A., Brukhanov, A.A., Skulachev, D.P., Sazhin, M.V. Royal Astronomical Society, Monthly Notices, Vol. 258, No. 2, pp. 37-40 (1992).
- Возможности детектирования сверхдлинных гравитационных волн // Астрономический журнал, т. 55, No. 1, стр. 65-68 (1978);
- Оптический резонатор в поле гравитационной волны // ЖЭТФ, Том 113, Вып. 2 (1997)
- Гравитационное излучение от вращающейся протонейтронной звезды — Сажин М.В., Устюгов С.Д., Чечеткин В.М.// ЖЭТФ, Том 113, Вып. 4 (1998)
- Microarcsecond instability of the celestial reference frame. Sazhin, M.V. et al. Monthly Notices of the Royal Astronomical Society, Vol. 300, Issue 1, pp. 287—291, 1998.